# Hermann Slink
Hermann Slink (* 6. Januar 1889 in Aurich; † 17. Dezember 1966 in Norden) war ein deutscher Politiker (SPD).
Slink besuchte von 1895 bis 1903 die Volksschule und machte danach eine Lehre zum Buchdrucker. Ab 1907 war Slink gewerkschaftlich organisiert. Von 1907 bis 1914 arbeitete er in verschiedenen Städten als Buchdrucker. Im Jahr 1914 meldete er sich für den Krieg und kehrte 1918 zurück. Ein Jahr später trat er der SPD bei und arbeitete noch bis 1924 als Buchdrucker in Varel. Von 1929 bis 1933 war er Mitarbeiter im Senat der Stadt Norden. Diese Stelle verlor er mit Machtübernahme der Nationalsozialisten. Nach Ende des Zweiten Weltkrieges war er von August bis Oktober 1946 Mitglied des ernannten Hannoverschen Landtages.